# 天主教双王酒店
天主教双王酒店（西班牙語：Hostal de los Reyes Catolicos）是西班牙加利西亚自治区拉科鲁尼亚省圣地亚哥-德孔波斯特拉的一家五星级酒店，位于圣地亚哥-德孔波斯特拉主教座堂正立面前的石匠广场（Praza do Obradoiro）。它声称是世界上第一个酒店，被评价为“或许是欧洲最美丽的酒店”。
该酒店为加利西亚建筑，装饰华丽的立面由恩里克·埃加斯设计，包括雕塑，纹章和一系列狭窄的窗户。 
酒店的围墙之内有四个相互连接的带柱廊的庭院。其中两个是18世纪的，另外两个是16世纪的，为巴洛克风格，庭院中央设有喷泉。
该建筑由西班牙天主教双王建于十五世纪，作为朝圣者的旅店和医院。